# 顧正 (弘治進士)
顧正（1455年—？），字尚誠，號一朴，浙江嘉興府海鹽縣人，竈籍，明朝政治人物。

## 生平
弘治十一年（1498年）戊午科浙江鄉試第十二名舉人。弘治十五年（1502年）中式壬戌科三甲第一百七十四名進士。历官刑部主事，升郎中，正德十四年三月升四川右参议。

## 家族
曾祖顧應全；祖父顧訥，號雪窝，恩例冠帶；父顧暲，號松泉，贈刑部主事；母林氏。具庆下。兄平、中、弟直、賢、良、方、善、能。
（弟）顾直（號石溪，官東平教谕）、顾賢（號曲溪，庠生）、顾善（字尚學，號静斋）、顾新（號後溪）。